# Trägerfrequenzsperre
Als Trägerfrequenzsperre bezeichnet man eine Einrichtung zur Sperrung von Signalen von Trägerfrequenzanlagen.
Unter anderem kann das in Hochspannungsnetzen notwendig sein, um ein Einwirken fremder Sender auf das eigene Stromnetz und damit eine Störung der eigenen Netzsteuerung durch fremde Fernwirkbefehle zu verhindern. In diesem Fall bestehen Trägerfrequenzsperren aus einer Luftspule, die meistens in der Stromschlaufe von Abspannmasten aufgehängt ist.
Für Endkunden, die in ihrem Hausnetz Trägerfrequenzanlagen, in diesem Fall so genannte PLC-Modems zur Datenübertragung, betreiben, schreiben manche Stromversorger ebenfalls den Einsatz einer Trägerfrequenzsperre vor.

## Quelle
1. ↑  Mustervertrag Stromverbraucher der RWE AG